# Protepicorsia sordida
Protepicorsia sordida là một loài bướm đêm trong họ Crambidae.